# سعد لكرو
سعد لكرو الفلفل (بالفرنسية: Saâd Lagrou)‏ وهو لاعب كرة قدم مغربي في مركز الظهير الأيسر ولد في يوم 13 يناير 1992 في المغرب في نادي سريع وادي زم .
كانت بداياته في النادي القنيطري و إنتقل بعدها إلى نادي الدفاع الحسني الجديدي و أعير إلى نادي النصر السعودي عام 2017 و في مطلع عام 2018 وقع مخالصة مع النصر و انتقل إلى نادي أولمبيك خريبكة في عام 2019 و انتقل إلى نادي سريع وادي زم في عام 2020 .

## روابط خارجية
- سعد لكرو على موقع Soccerway.com (الإنجليزية)
- سعد لكرو على موقع كووورة